# کلمنتاین (سفینه فضایی)
کلمنتاین (انگلیسی: Clementine)، (که به‌طور رسمی آزمایش علوم فضایی عمیق نامیده می‌شود) (DSPSE) یک پروژه فضایی مشترک بین سازمان دفاع موشکی بالستیک (قبلاً سازمان ابتکار دفاع استراتژیک) و ناسا بود که در ۲۵ ژانویه ۱۹۹۴ راه‌اندازی شد. هدف آن آزمایش سنسورها و اجزای فضاپیما در معرض طولانی مدت فضا و مشاهدات علمی هم از ماه و هم از سیارک نزدیک به زمین ۱۶۲۰ جغرافیا است.